# John de Lancie
Jonathan "John" de Lancie, Jr. (Philadelphia, Pennsylvania, 20 maart 1948) is een Amerikaans acteur die vooral bekend is geworden door zijn rol als Q in Star Trek. Hij kwam voor het eerst in Star Trek: The Next Generation, en speelde daarna nog een aantal keer in Star Trek: Deep Space 9 en Star Trek: Voyager. In de laatste serie kreeg zijn karakter Q een zoon, gespeeld door De Lancies zoon Keegan. Daarnaast speelde de Lancie de rol van kolonel Simmons van de NID in Stargate SG-1. Van 1982 tot 1985 speelde hij de rol van Eugene Bradford in Days of our Lives, hij keerde in 1986 en 1989 nog even terug om de rol op te nemen. De Lancie speelde in 2008 een bijrol in Pathology. In 2011 en 2012 verzorgde hij de stem van Discord (of Twist in de Nederlandstalige nasynchronisatie), een personage uit My Little Pony - Friendship is Magic.